# Bruno Jasieński
Pour les articles homonymes, voir Jasieński.
Bruno Jasieński (de son vrai nom Wiktor Zysman) est un écrivain polonais et militant communiste né le 17 juillet 1901 à Klimontów, et mort le 17 septembre 1938 à Moscou,.
L'un des initiateurs du mouvement littéraire du futurisme en Pologne, il est surtout connu en France pour son roman prolétarien Je brûle Paris,,.

## Biographie
Bruno Jasieński est né à Klimontów en Pologne comme l'aîné des trois enfants de Jakub Zysman, un médecin juif converti au protestantisme, et d'une noble polonaise Eufemia Maria née Modzelewska. Il a un frère Jerzy et une sœur Irena.

### Jeunesse
Bruno Jasieński passe son enfance à Klimontów. En 1909, il suit des cours au gymnase Mikołaj Rej à Varsovie et rédige ses premiers poèmes. Pendant la Première Guerre mondiale, son père est enrôlé dans l'armée russe et sa mère part avec lui et sa sœur et son frère à Moscou. En Russie, Bruno Jasieński se familiarise avec le travail de Igor Severianine, Vladimir Maïakowski, Velimir Khlebnikov et Alexeï Kroutchenykh et il est témoin des événements de 1917. En mai 1918, il obtient son diplôme de l'école polonaise de Moscou. 
En 1918, Bruno Jasieński rentre en Pologne et s'inscrit à la Faculté de philosophie de l'université Jagellonne. Pendant la guerre soviéto-polonaise de 1919-1921, il est appelé à suivre un entraînement militaire de plusieurs mois dans une école de cadets à Chełmno.   
Étudiant, Bruno Jasieński participe à la création du mouvement futuriste. Il collabore avec Stanisław Młodożeniec et Tytus Czyżewski. Ensemble, ils fondent le Club Futuriste Non Légalisé appelé Katarynki. Bruno Jasieński se lie d'amitié avec Aleksander Wat, Anatol Stern et publie ses premiers poèmes en avril 1920, en les signant de son vrai nom et prénom. Ses publications suivantes portent déjà le nom de Bruno Jasieński.  
Ses opinions politiques se forment sous l'influence des émeutes à Cracovie de novembre 1923. L'oeuvre majeure de cette période est son poème Slowo о Jakubie Szeli consacré au soulèvement de paysans polonais en 1846-1848.

### Emigration en France
Il émigre en France en 1925 et adhère au parti communiste, mais sera expulsé en 1929 vers la Belgique à la suite de la publication sous forme de feuilleton Je brûle Paris dans le journal L'Humanité entre septembre et novembre 1928. Dans le roman, un jeune Français au chômage prend sa revanche sur la capitale française pour l’exclusion et les humiliations qu’il y a vécues. Après avoir volé des bactéries de la peste noire dans un laboratoire, il les utilise pour infecter le réseau hydraulique municipal. Le 14 juillet, jour de Fête nationale, les premières victimes de l’épidémie sont emmenées dans les hôpitaux. La ville, mise en quarantaine, se divise en républiques nationalistes qui se déclarent la guerre, se dressent les unes contre les autres et, lentement, se condamnent à l’anéantissement. Je brûle Paris est tout de suite traduit en allemand, en tchèque, en ukrainien, en yiddish, en néerlandais, en espagnol et en anglais. Dans sa seule version russe, il est vendu à 140 000 exemplaires dans sa 1re édition (il y en eut six). À l'heure de rejoindre le monde réel des soviets en 1929, il est reçu en héros prolétarien avec tous les honneurs dus à son rang. 

### En URSS
Accueilli en URSS, il rejoint le PCUS et se voit offrir le poste de rédacteur en chef du journal Internatsionalnaïa Literatura.  En 1934, stalinien fervent, il est amené à se joindre aux cent vingt écrivains et journalistes soviétiques pour témoigner, de visu, de l'avancée des travaux du Belomorkanal, lancés par Staline en 1933 pour relier la mer Blanche à la Baltique. En 1934, il devient membre de l'Union des écrivains soviétiques. On retrouve son nom parmi les auteurs de l'ouvrage collectif Le Canal Staline, histoire de la construction de la voie d’eau Baltique-mer Blanche. Son chapitre Porter le coup de grâce à l'ennemi de classe vante le travail pénitentiaire comme moyen de rééduquer l'ennemi et d'ériger la société communiste. En 1935, sur invitation des ouvriers de l'usine Ouralmach il visite Sverdlovsk et se prépare à la rédaction d'un nouveau roman Complot d'indifférents sur la base des éléments collectés, mais ce projet ne verra pas le jour. 
En été 1937, il est démis de toutes ses fonctions et exclu de l'Union des écrivains soviétiques, accusé d'activité contre-révolutionnaire. Arrêté le 31 août 1937, il est condamné par le Collège militaire de la Cour suprême de l'URSS le 17 septembre 1938, pour l'appartenance à une organisation terroriste, et fusillé le jour même. Il sera réhabilité en 1955.
Son roman L'Homme change de peau est porté à l'écran deux fois en Union soviétique. La première fois en 1959, par Rafaïl Perelstein et la seconde fois en 1979, par Boris Kimiagarov dans un téléfilm L'Homme change de peau aux studios Tajikfilm,,.

### Vie privée
Bruno Jasieński est marié avec Klara Jaworski, fille d'un riche marchand de Lwów, avec laquelle il a un fils Andrei. 
Jasieński la quitte pour épouser la journaliste et écrivain Anna Berzin, née Folomeïeva,. Après l'exécution de son mari, Anna Berzin est également arrêtée et condamnée à huit ans de détention dans un camp de travail. Elle est réhabilitée à l'époque de la destalinisation, en 1956, et réussit à publier dans Novy Mir le dernier roman de Jasieński Complot d'indifférents dont elle avait conservé le manuscrit.

## Œuvres

### Recueils
- Chaussure en boutonnière (But w butonierce, 1921)
- Terre à gauche (Ziemia na lewo, 1924)
- Pièces poétiques (Utwory poetyckie, 1960)

### Romans
- Jambes d'Isolde Morgan (Nogi Izoldy Morgan, 1923)
- Je brûle Paris (Palę Paryż, 1929) [les éditions du Félin, 2021]
- L'Homme change de peau (Człowiek zmienia skórę, 1932)
- Complot d'indifférents (1937)

### Poèmes
- Le Dit de Jakub Szela (Słowo o Jakubie Szeli, 1926)
- Une chanson sur la faim (Pieśń o głodzie, 1922)

### Pièces de théâtre
- Le bal de mannequins (Bal manekinów, 1931)
- La chose du quartier (Rzecz gromadzka, 1930)

### Nouvelles
- Les clés (Klucze, 1925)
- La bravoure (Męstwo, 1935)
- Le nez (Nos, 1936)
- Le principal coupable (Główny winowajca 1936, publié en 1957)